# Robert Klauser
Robert Klauser (* 6. April 1867 in Mönchengladbach; † 8. Juli 1951 in Wiesbaden) war ein preußischer Beamter und Landrat in verschiedenen Landkreisen.

## Leben
Robert Klauser legte 1885 das Abitur am humanistischen Gymnasium in Mönchengladbach ab und leistete Wehrdienst. Danach studierte er ab 1887 in Straßburg, Köln, Bonn  und Leipzig Rechtswissenschaft und Staatswissenschaften. 1896 wurde er im Corps Hansea Bonn recipiert. Die Assessorzeit verbrachte er bei der Regierung in Arnsberg und Marienwerder und beim Landratsamt in Siegen. Er wurde zum Dr. iur. promoviert. 1892/93 versah er auftragsweise das Landratsamt in Kreis Wipperfürth. 1902–1910 war er Landrat in Landkreis Bersenbrück, 1910–1919 im Landkreis Höchst und 1920–1928 im Landkreis Dortmund. Er zog 1928 nach Wiesbaden und war dort bis 1950 Verwaltungsrechtsrat.
1912 bis 1918 war Robert Klauser Abgeordneter im Nassauischen Kommunallandtag für den Kreis Höchst. Robert Klauser stand anfangs der Deutschnationalen Partei und später der DVP nahe. In der Zeit des Nationalsozialismus war er Anhänger der Bekennenden Kirche.
Robert Klauser war der Sohn des Spinnereibesitzers Johann Friedrich Klauser (1825–1889) und seiner Frau Laura geb. Funke (1838–1925). Er war mit Katharina geborene Klein (1874–1945) verheiratet. Seine Frau war die Tochter des Maschinenfabrikdirektors Ernst Klein (1844–1925) und der Schulleiterin Johanna geb. Heusel (1847–1923).